# Jaimerson Xavier
Jaimerson da Silva Xavier hay đơn giản Jaime Xavier (sinh ngày 26 tháng 2 năm 1990) là một cầu thủ bóng đá người Brasil thi đấu ở vị trí Hậu vệ cho Persija Jakarta. Anh từng thi đấu cho Portuguesa và Joinville.

## Sự nghiệp
Jaime bắt đầu sự nghiệp với Portuguesa, xuất hiện ở nhiều cấp độ trẻ trước khi được đẩy lên đội chính. Anh có màn ra mắt cho câu lạc bộ ở Campeonato Brasileiro Série D 2010 với Campinense.
Năm 2016, Jaime chuyển hẳn đến Figueirense.

## Thống kê sự nghiệp
Tính đến 14 tháng 10 năm 2016.
| Câu lạc bộ          | Mùa giải            | Giải vô địch        | Giải vô địch | Giải vô địch | Cúp Quốc gia | Cúp Quốc gia | Châu lục | Châu lục | Khác | Khác | Tổng | Tổng |
| Câu lạc bộ          | Mùa giải            | Hạng đấu            | Trận         | Bàn          | Trận         | Bàn          | Trận     | Bàn      | Trận | Bàn  | Trận | Bàn  |
| ------------------- | ------------------- | ------------------- | ------------ | ------------ | ------------ | ------------ | -------- | -------- | ---- | ---- | ---- | ---- |
| Portuguesa          | 2009                | Série B             | 1            | 0            | 0            | 0            | —        | —        | 0    | 0    | 1    | 0    |
| Portuguesa          | 2010                | Série B             | 2            | 0            | 0            | 0            | —        | —        | 3    | 0    | 5    | 0    |
| Portuguesa          | 2011                | Série B             | 4            | 0            | 1            | 0            | —        | —        | 6    | 0    | 11   | 0    |
| Portuguesa          | Tổng                | Tổng                | 7            | 0            | 1            | 0            | —        | —        | 10   | 0    | 18   | 0    |
| Rio Verde           | 2012                | Goiano              | 0            | 0            | 0            | 0            | —        | —        | 9    | 0    | 9    | 0    |
| Grêmio Anápolis     | 2013                | Goiano              | 0            | 0            | 0            | 0            | —        | —        | 8    | 0    | 8    | 0    |
| Nacional da Madeira | 2013–14             | Primeira Liga       | 0            | 0            | 0            | 0            | —        | —        | 0    | 0    | 0    | 0    |
| Nacional–SP         | 2015                | Paulista Série B    | 0            | 0            | 0            | 0            | —        | —        | 24   | 2    | 24   | 2    |
| Figueirense         | 2016                | Série A             | 4            | 0            | 2            | 0            | 0        | 0        | 6    | 0    | 12   | 0    |
| Joinville           | 2016                | Série B             | 2            | 0            | 0            | 0            | —        | —        | 0    | 0    | 2    | 0    |
| Persija Jakarta     | 2018                | Liga 1              | 5            | 3            | 0            | 0            | 5        | 0        | 0    | 0    | 10   | 3    |
| Tổng cộng sự nghiệp | Tổng cộng sự nghiệp | Tổng cộng sự nghiệp | 18           | 0            | 3            | 0            | 5        | 0        | 57   | 2    | 83   | 5    |

1. ↑  Copa do Brasil
2. ↑  Campeonato Catarinense, Campeonato Gaúcho và Primeira Liga
3. ↑  Số lần ra sân ở Campeonato Paulista 2010
4. ↑  Số lần ra sân ở Campeonato Paulista 2011
5. ↑  Số lần ra sân ở Campeonato Goiano 2012
6. ↑  Số lần ra sân ở Campeonato Goiano 2013
7. ↑  11 trận ở Campeonato Paulista Série B, 13 trận ở Copa Paulista
8. ↑  1 bàn ở Campeonato Paulista Série B, 1 bàn ở Copa Paulista
9. ↑  2 trận ở Copa do Brasil
10. ↑  5 trận ở Campeonato Catarinense, 1 trận ở Primeira Liga